# 1957年の近鉄パールス
1957年の近鉄パールスでは、1957年の近鉄パールスの動向をまとめる。
この年の近鉄パールスは、芥田武夫監督の5年目のシーズンである。

## 概要
シーズン開始前、大映ユニオンズの永田雅一オーナーから、「リーグ強化のために今シーズンの最下位球団を合併させる」案が出され、1954年のAクラス入り以降、年々成績が下降するチームは危機感を持ってのシーズン開幕となった。
チームは6月初めまで最下位に転落すると芥田監督が休養。6月22日から加藤久幸助監督が監督代行として指揮を執るが、8月までは最下位を独走した。しかし、加藤監督代行のもと、息を吹き返したチームは9月に9勝7敗、10月に7勝6敗と勝ち越し、最下位脱出をかけて戦っていた大映との直接対決でも9月の4連戦で4連勝、10月の5連戦も3勝2敗で勝ち越した。最終的には大映を5ゲーム差で突き放して7球団6位でシーズンを終えるが、最終的には優勝の西鉄には38ゲーム差を、5位の東映には10ゲーム差もつけられる体たらくだった。投手陣はこの年から関根潤三が野手に転向したものの、榎原好がチーム最多の12勝で奮闘し、黒田勉は打線の援護なく負け越したものの防御率9位に入る活躍を見せ、チーム防御率3.22とまずまず。打撃陣は小玉明利が急成長を見せたものの、南海から移籍の木塚忠助が打率2割台と衰えを見せた。
一方、最下位となった大映はシーズン終了後に毎日と合併。8球団→7球団と変遷してきたパ・リーグはようやく6球団制となり、現在の2リーグ12球団制に移行した。

## チーム成績

### レギュラーシーズン
| 1 | 中 | 五島道信 |
| 2 | 遊 | 木塚忠助 |
| 3 | 二 | 戸口天従 |
| 4 | 三 | 小玉明利 |
| 5 | 一 | 武智修   |
| 6 | 左 | 木村勉   |
| 7 | 右 | 大石雅昭 |
| 8 | 捕 | 原勝彦   |
| 9 | 投 | 武智文雄 |

| 順位 | 4月終了時 | 4月終了時 | 5月終了時 | 5月終了時 | 6月終了時 | 6月終了時 | 7月終了時 | 7月終了時 | 8月終了時 | 8月終了時 | 9月終了時 | 9月終了時 | 最終成績 | 最終成績 |
| ---- | --------- | --------- | --------- | --------- | --------- | --------- | --------- | --------- | --------- | --------- | --------- | --------- | -------- | -------- |
| 1位  | 毎日      | --        | 西鉄      | --        | 南海      | --        | 西鉄      | --        | 西鉄      | --        | 西鉄      | --        | 西鉄     | --       |
| 2位  | 西鉄      | 1.0       | 毎日      | 2.0       | 毎日      | 1.0       | 毎日      | 2.0       | 南海      | 6.0       | 南海      | 5.0       | 南海     | 7.0      |
| 3位  | 阪急      | 1.0       | 南海      | 3.0       | 西鉄      | 3.0       | 南海      | 2.5       | 毎日      | 6.5       | 阪急      | 6.5       | 毎日     | 8.0      |
| 4位  | 南海      | 2.0       | 阪急      | 4.5       | 阪急      | 4.0       | 阪急      | 6.0       | 阪急      | 10.5      | 毎日      | 8.0       | 阪急     | 8.0      |
| 5位  | 東映      | 4.5       | 東映      | 6.5       | 東映      | 6.5       | 東映      | 7.5       | 東映      | 19.0      | 東映      | 20.5      | 東映     | 28.0     |
| 6位  | 大映      | 5.5       | 大映      | 13.0      | 大映      | 14.5      | 大映      | 14.5      | 大映      | 27.5      | 近鉄      | 35.5      | 近鉄     | 38.5     |
| 7位  | 近鉄      | 7.0       | 近鉄      | 13.0      | 近鉄      | 20.0      | 近鉄      | 23.5      | 近鉄      | 35.5      | 大映      | 36.5      | 大映     | 43.5     |

| 順位 | 球団             | 勝 | 敗 | 分 | 勝率 | 差   |
| 1位  | 西鉄ライオンズ   | 83 | 44 | 5  | .654 | 優勝 |
| 2位  | 南海ホークス     | 78 | 53 | 1  | .595 | 7.0  |
| 3位  | 毎日オリオンズ   | 75 | 52 | 5  | .591 | 8.0  |
| 4位  | 阪急ブレーブス   | 71 | 55 | 6  | .563 | 11.5 |
| 5位  | 東映フライヤーズ | 56 | 73 | 3  | .434 | 28.0 |
| 6位  | 近鉄パールス     | 44 | 82 | 6  | .349 | 38.5 |
| 7位  | 大映ユニオンズ   | 41 | 89 | 2  | .315 | 43.5 |

## オールスターゲーム1957
| ファン投票 | 選出なし |
| 監督推薦   | 小玉明利 |

## 表彰選手
| リーグ・リーダー |
| ---------------- |
| 受賞者なし       |

| ベストナイン |
| ------------ |
| 選出なし     |